# Sömntornsstekel
Sömntornsstekel (Diplolepis rosae) är en stekelart som först beskrevs av Carl von Linné 1758.  Diplolepis rosae ingår i släktet Diplolepis och familjen gallsteklar.
Sömntornsstekeln lägger sina ägg i rosenknoppar, som då bildar karaktäristiska, lurviga nystan i stället för blommor.
Arten är reproducerande i Sverige. Inga underarter finns listade i Catalogue of Life.

## Bildgalleri

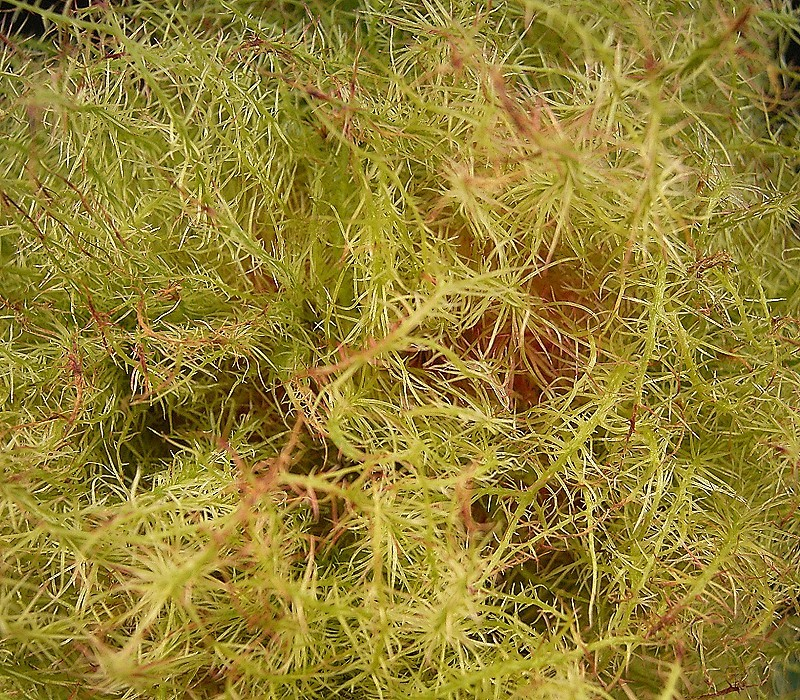
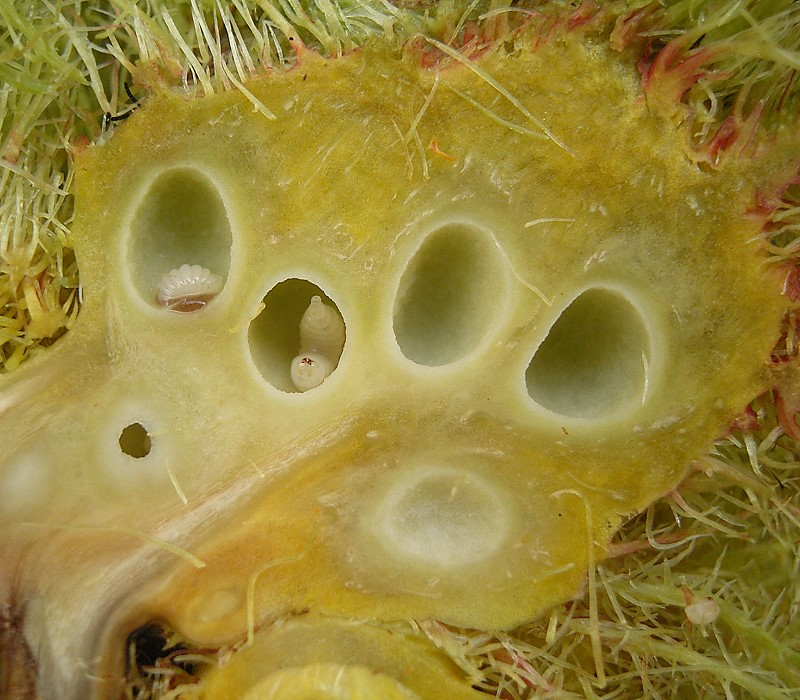
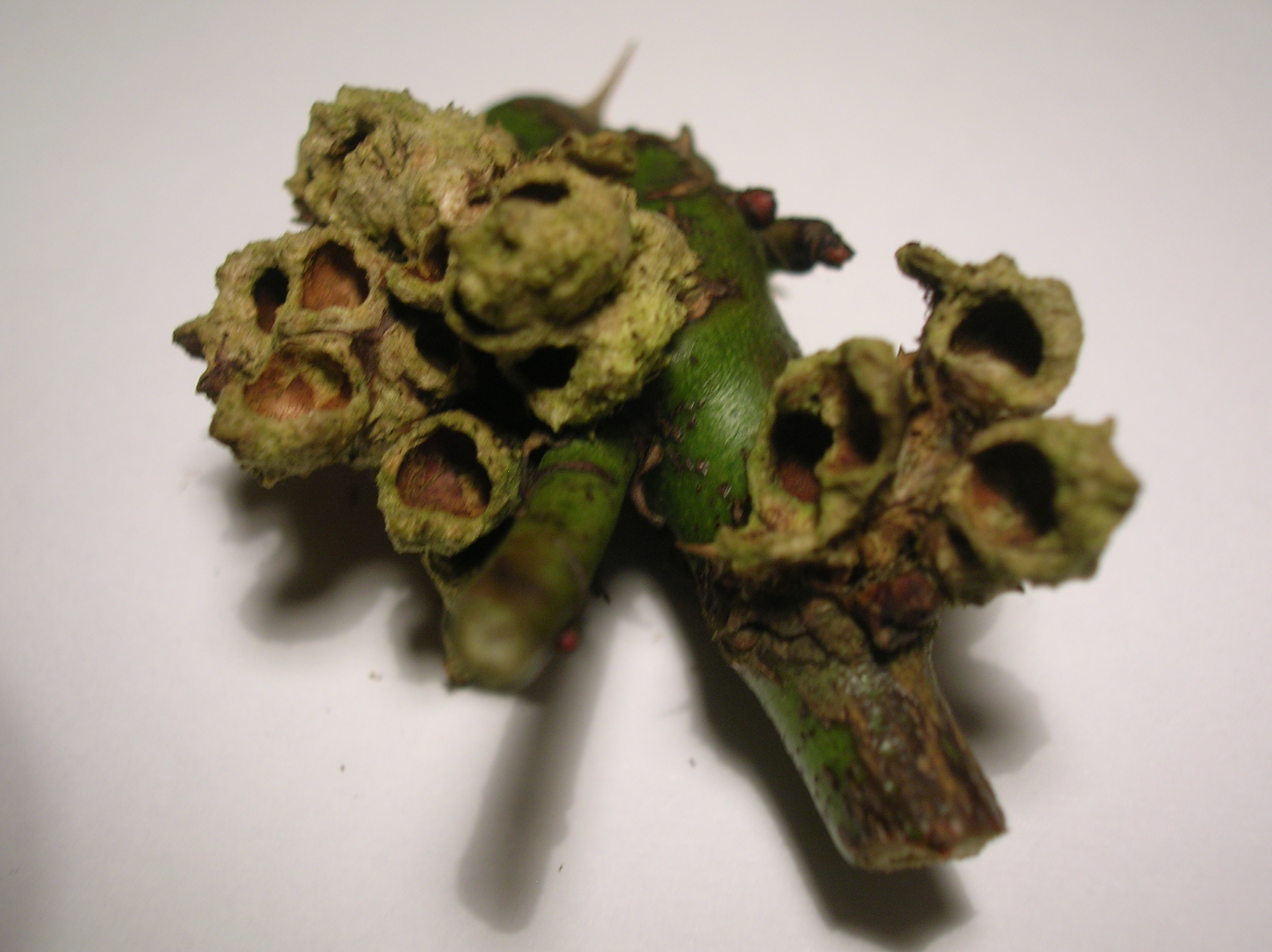
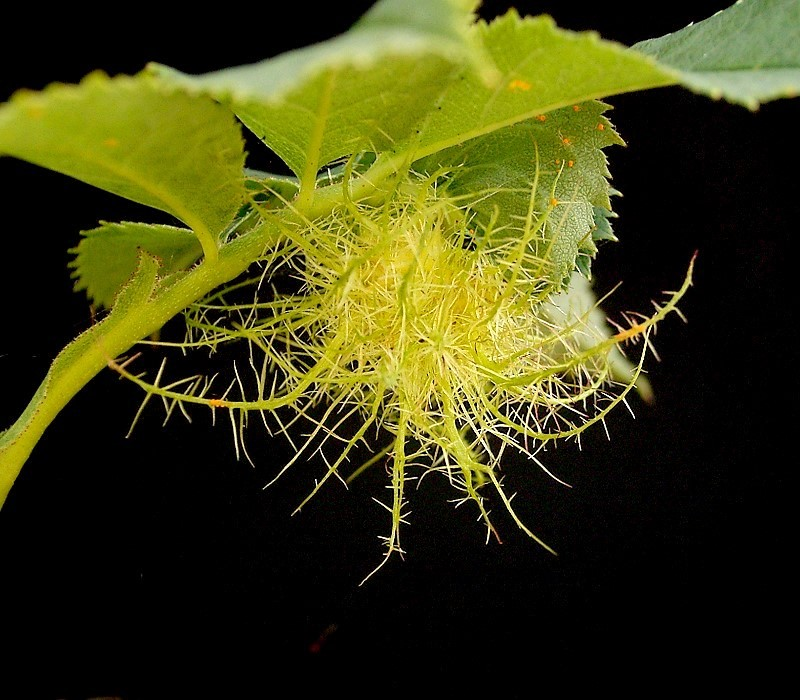
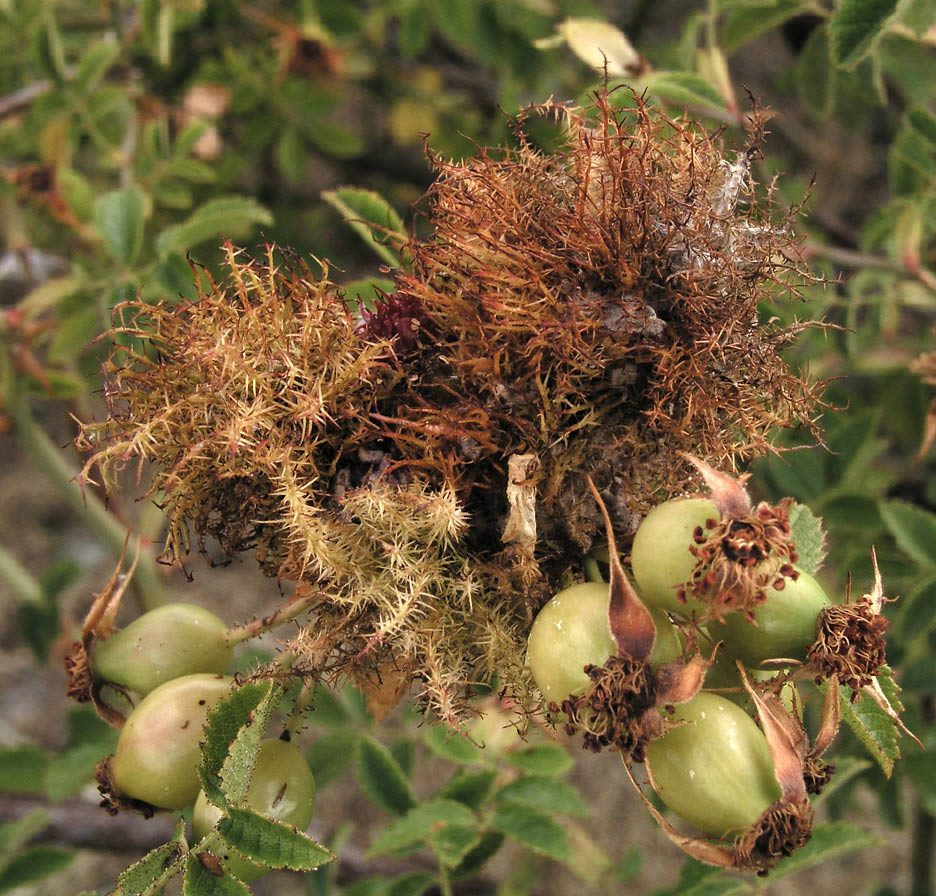
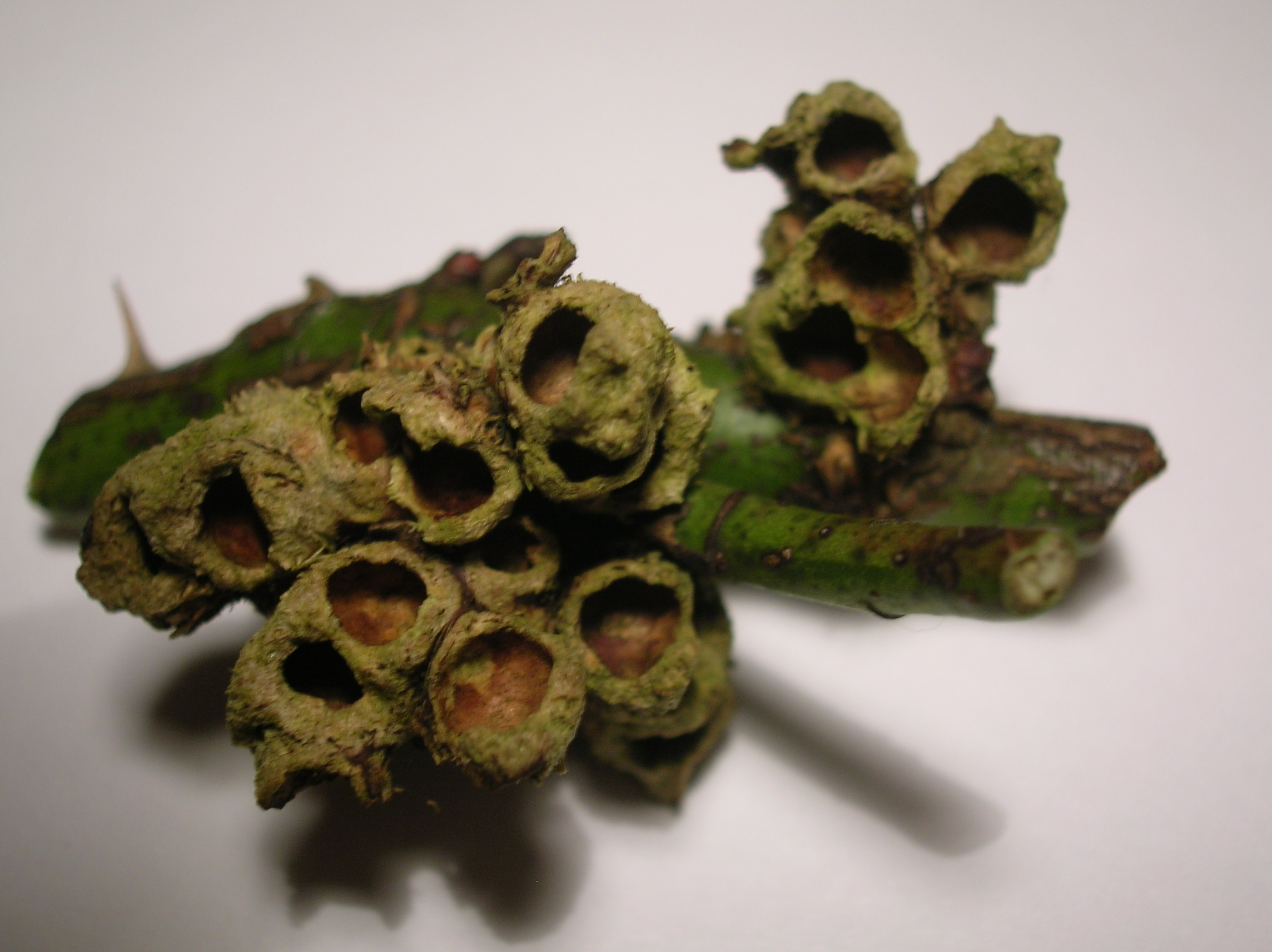